# 여성적위대
1918년 핀란드 내전에서 사회주의자 적핀란드 측의 적위대에는 그해 2월과 3월 사이에 편성된 15개 여군부대가 있었고, 이 부대들의 여성 병력의 수는 대략 2,000 명 정도였다. 여성적위대원의 출신성분은 주로 젊은 여성 공장노동자, 하녀, 시녀 등이었으며 평균 연령은 20대였으나 14세 정도로 어린 이도 있었다. 여성들은 후방지원을 하기도 했고 전투원으로 활동하기도 했다. 전쟁 중 여성적위대원 755명 이상이 죽었는데, 그 중 70-130명은 작전 중 사망했고, 420-460명은 백핀란드측에게 학살당했고 80-110명은 전후 포로수용소에서 죽었다. 실종자도 180여명이다. 포로로 잡힌 여성적위대원은 대개 강간당한 뒤 처형되었다.

## 배경
핀란드의 노동계급 여성들은 1800년대 말부터 사회에서 활발한 활동을 하기 시작했다. 1890년대에는 여성 참정권 운동이 시작되었고 1900년대 초에는 핀란드의 러시아화 정책에 저항하는 징병거부 운동에 여성들도 힘을 거들었다. 1905년 총파업 때도 여성 노동자들이 중요한 역할을 했다. 1906년 핀란드 여성들은 투표권을 얻었으나(세계에서 두번째, 유럽에서 최초) 여전히 여성의 사회적 지위는 남성보다 열위에 있었다. 예컨대 기혼 여성은 남편의 권한 하에 있었으며 남편의 허락 없이는 취직이 허가되지 않았다. 노동계급 여성의 상태는 중산층 여성보다 더 열악했고, 시녀 및 하녀들의 사정이 특히 나빴다. 1865년 러시아 제국이 통과시킨 시종법에 의해 시녀와 하녀들은 거의 노예 같은 생활을 했고 성폭력의 대상이 되는 일이 흔했다. 또 핀란드에서는 아동 노동이 1920년대까지 합법이었다.

## 형성

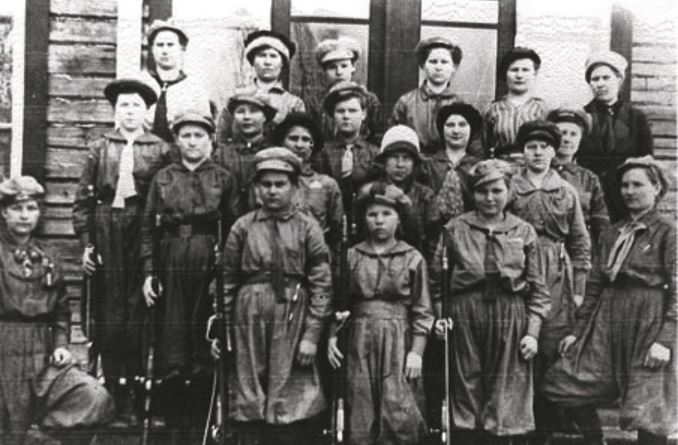
퀴미늘린나 요새에서 독일군과 싸운 퓌흐태 여성적위대원들.

1918년 1월 핀란드 내전이 시작되자 적위대는 여성들을 동원해 간호, 요리, 옷수선 같은 후방 지원업무를 맡겼다. 이런 지원업무는 대개 노동조합을 통해 조직된 나이 지긋한 노동계급 여성들이 담당했다. 남편들이 전선에서 싸우고 있는 동안 생계를 유지하라고 적위대에서는 여자들에게 봉급을 지불했다. 그러자 지원업무를 맡을 수 없었던 젊은 노동계급 여성들 중 일부가 자신들도 전투부대를 이루겠다고 나섰다. 전쟁이 끝난 뒤 많은 여성들이 적위대 참가 동기를 봉급이라고 진술했지만 이 진술들은 그들이 법정에서 높은 형량을 피하고자 사상범임을 부정하는 와중에 이루어진 것이라 걸러 들어야 할 필요가 있다.
최초의 여성적위대는 1918년 2월 초에 헬싱키, 비푸리, 발케아코스키에서 조직되었다. 그 모델은 1917년 러시아 혁명의 여성대대에 준했다. 적핀란드 내각과 적위대 참모진은 처음에는 여성 부대를 반대했고, 군대문화에 반대하던 사회민주여성동맹도 마찬가지 입장이었다. 3월 10일 내각은 이미 만들어진 여성 부대는 허락하되 더 이상의 여성 부대 편성은 금지했다. 그러나 이 금지 명령은 잘 지켜지지 않았고 적핀란드의 여러 대도시 및 공업 지역에서 3월 말-4월 초까지 여성적위대가 만들어졌다. 한편 농촌 지역에서는 두어 사례의 예외를 제외하면 여성적위대가 전혀 만들어지지 않았다. 여성적위대원 일부는 전투에 동원되었고 또다른 일부는 지원업무에 배정되었다. 전투에 동원된 여성들은 적위대 간부들에게 속성으로 군사 훈련을 받았다. 처음에는 여성대원들은 초병 일을 했으나 3월 말이 되면 전황이 악화되어 여성대원들도 전선에 나가야 했다.
여성적위대의 중핵을 이룬 것은 여성의 지위를 보다 향상시키고자 했던 급진적 여성들이었다. 이들은 머리카락을 단발로 치고 격의없는 옷차림을 하는 것으로 자신들의 급진성을 과시했다. 전통적 여성복으로 인식된 치마와 드레스를 거부하기도 했다. 여성적위대원 다수는 바지를 입었는데, 이때까지만 해도 바지는 남자만 입던 옷이었다. 전통적 가치를 거역하는 여성적위대원들은 백핀란드의 부르주아들에게 증오의 대상이 되었다. 급진적인 노동자 여성은 보수적 중산층 중심의 사회에서 요구하는 역할모델에 어울리지 않았기 때문이다.

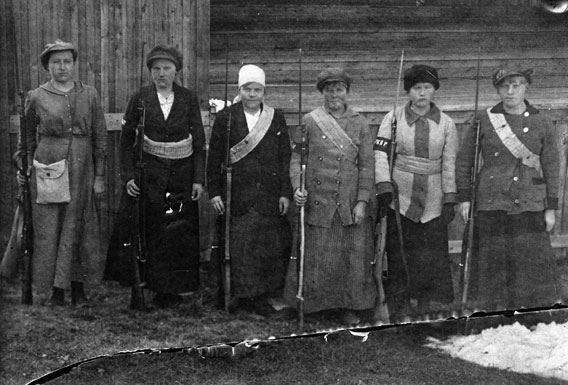
농촌 지역에서 편성된 극소수의 여성적위대 중 하나인 비흐티 여성적위대. 대원들의 출신성분은 지역 대농장들의 하녀들이었다.

적위대원으로 복무한 여성의 총 수가 얼마정도였는지는 불확실하다. 적위대의 급여대상자 명단에는 여자 이름이 1,440 개 올라와 있지만 이 명단은 불완전한 것이다. 역사학자 오흐토 만니넨은 2,000명 설을 주장한다. 2017년 투오마스 호푸는 최소 2,600 명이었다고 주장했다. 적위대원이 총 90,000-100,000 명이었으니 여성적위대원은 대략 2-3%를 차지한 것이다. 또 전투에 나서지는 않았지만 적위대의 지원 업무를 맡은 여성들은 수천 명이 더 있다. 1918년 5월 전쟁이 끝나자 정치범재판소가 용공행위자로 기소한 사람 중 여자는 5,500 명 이상이었으나 실제로는 더 많았을 것이라 생각된다. 기소된 이들 중 4,000 명 정도가 반역죄를 적용받았으나 1918년 10월에 일부 간부급 여성들을 제외하면 모두 사면되었다.

## 처우
여성이 적위대에 들어간 것은 핀란드 사회의 전통적 성역할을 위반하는 것으로서, 보수적 백핀란드 측은 이것을 위협으로 인식했다. 백핀란드는 여성적위대원들을 음탕하고 비윤리적인, 어머니와 아내의 역할을 수행하지 못할 여자답지 못한 여자들이라고 정의했다. 내전 내내 여성적위대원들에 대한 악의적인 소문들이 돌아다녔다. 백핀란드측 신문들은 여자 빨갱이들이 포로들을 고문하고 일부는 거세를 했다는 기사를 썼지만 그 주장을 뒷받침할 증거는 아무것도 발견되지 않았다. 적핀란드의 백핀란드에 대한 학살도 분명히 있기는 했고 약 1,700 명이 학살되었지만 학살에 참여한 것이 확인된 여자는 단 한 명 뿐이다. 야전병원의 적핀란드 간호사들은 그들이 전쟁터에 나오기 전에 창녀였을 것이라는 의미를 담아 “사랑의 자매들”이라고 조롱당했다.
적핀란드 가담 여성에 대한 증오와 혐오는 너무 심각하여 거의 인간임을 부정당하고 악마화될 지경이었다. 가장 유명한 사례로 작가 일마리 키안토는 적핀란드 여성들을 “암늑대”라고 부르며 그들이 “자기 같은 새끼들을 치지 못”하도록 씨를 말려야 한다고 주장했다. 스웨덴계 신문인 《후부드스타드스블라데트》는 적핀란드 여성들을 전쟁포로로 대우할 것이 아니라 “짐승처럼 숲 속으로 쫓아내야”한다고 했다. 또다른 신문 《아물레흐티》는 그들을 핀란드 사회에서 청소되어야 할 “최저의 인간쓰레기”들이라고 했다. 투르쿠 대주교 구스타브 요한손은 적핀란드 여성들을 “사탄의 손아귀 속에” 남겨둬야 하며 어떠한 도움도 주어서는 안 된다고 선언했다. 전쟁터에서 죽은 여성들은 대개 옷을 풀어헤쳐서 시체의 유방과 생식기를 드러내는 식으로 존엄을 훼손당했다.
내전이 끝난 뒤로도 적핀란드 가담 여성들은 핀란드 사회에 오랜 세월 거부당했다. 내전기에 적핀란드 여성들이 한 역할에 대한 학술적 연구는 1990년대에야 시작되었다.

## 전투

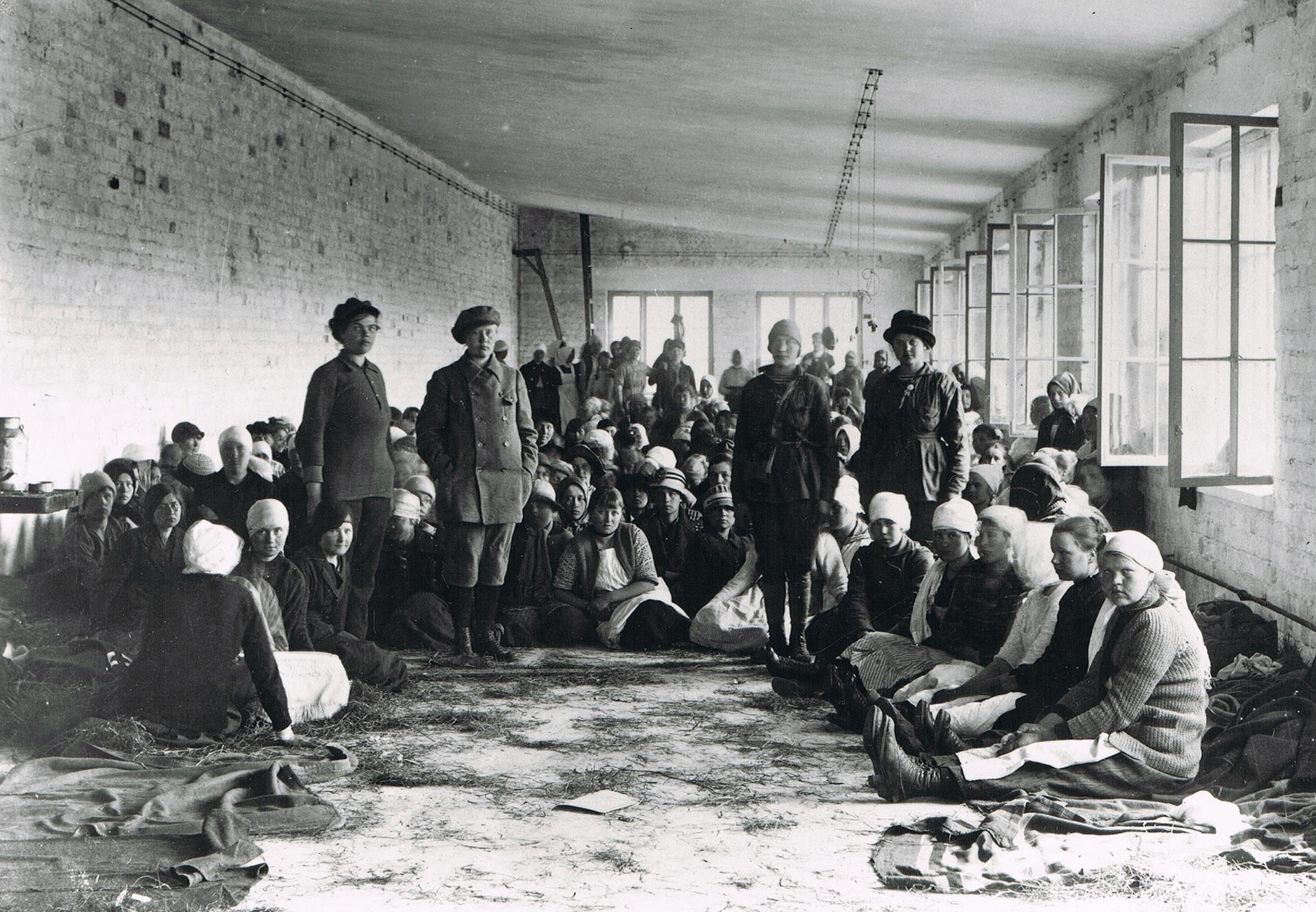
라흐티에서 포로로 잡힌 여성들. 사진이 촬영된 직후 이들 중 다수가 학살되었다.

여성적위대는 전황이 악화될 때까지 최후의 예비병력으로 남아 있었다. 1918년 4월 탐페레, 헬싱키, 비푸리 방어전과 카렐리야 지협의 안트레아 전투에 여성적위대원들이 참여했다. 동쪽의 러시아로 도피하던 적위대 패잔병 중에도 여성들이 있었다. 이들은 타바스티아 남부에서 독일군과 마주쳐 싸웠다. 가장 유명한 사례는 4월 28일 툴로스에서 벌어진 쉬럔타카 전투다. 이 전투에서 4,000 명을 좀 넘는 적위대 패잔병들이 필사적으로 독일군의 전열을 뚫고 나갔는데 발케아코스키 여성적위대가 그 선두에 섰다. 철도건널목에서 벌어진 싸움으로 몇 시간 만에 적위대원 300 여명과 독일군 십수 명이 죽었고, 탄약이 먼저 떨어진 독일군이 후퇴했다. 독일 사단장 뤼디거 폰 데어 골츠 백작은 훗날 회고록에서 “이 광적인 여자들만큼 맹렬하게 공격해오는 프랑스 남자를 본 적이 없다”고 썼다. 쉬럔타카 전투로부터 불과 며칠 뒤 적위대원 20,000-30,000 명이 라흐티 근교에서 결국 포로로 잡혔다.

## 최후
내전 막바지 기간에 약 420–460 명의 여성적위대원이 학살되었다. 4월 말 적핀란드 패잔병 20,000-30,000 명이 독일군과 백위대의 포로로 잡힌 라흐티에서 학살의 규모가 가장 컸다. 여성적위대원 중 2,200 명 미만은 헨날라 포로수용소에 수용되었는데, 악명높은 에스토니아 대령 한스 칼름이 지휘하는 대대가 이 수용소의 위병을 서고 있었다. 5월 초 칼름 대대는 최소 218명 이상의 여자들을 죽였고, 실제 학살된 여자 수는 218명보다 훨씬 많을 것이다. 예컨대 핀란드 노동문서보관소에서 작성된 “테러 목록”에는 여자 이름이 600개 올라와 있지만 이 여자들의 행방은 묘연하다. 5월 9일 라흐티에서 단일 학살로 최대 규모의 학살이 일어났는데 이때 여자들도 최소 100 명 이상 죽었다. 독일 장교 한스 트룁슈트(Hans Tröbst)의 수기에 따르면 헨날라 주둔지 근처의 숲 속에 기관총을 설치해 두고 쏘아죽여서 주변 나무들이 터져나온 뇌수로 뒤덮였다고 한다. 바지 따위 남자 옷을 입은 여자들은 전투 참여자로 간주되어 묻지도 따지지도 않고 사살되었다. 이 때문에 여성대원들은 바지를 처리하려고 애썼다. 일부는 바지를 버렸지만 치마를 구하지 못해 속치마만 입고 있다가 걸려서 죽었다.

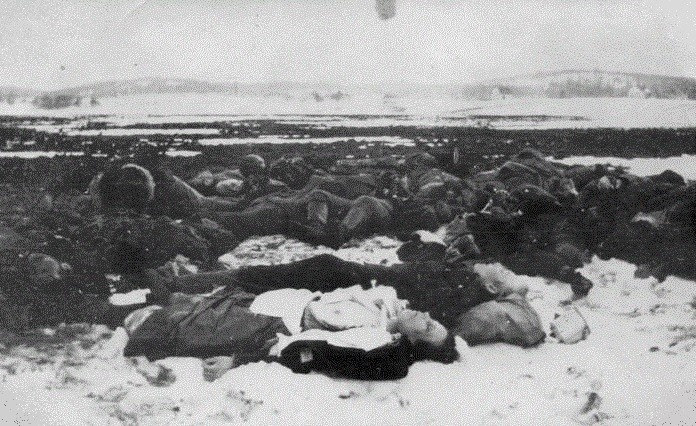
탐페레 하탄패 구에서 학살된 적위대원들. 가장 앞의 여자 대원의 유방을 드러내 시체에 모욕을 가했다.

학살당한 여자들이 모두 여성적위대원이었던 것도 아니다. 그저 패주하는 적위대를 따라갔을 뿐인 난민들도 있었다. 임산부나 유소아의 어머니들도 있었지만 가리지 않고 죽였다. 가장 어린 피해자는 14살짜리 소녀였다. 라흐티에서 학살된 여자들은 해메, 투르쿠 포리, 우시마 출신이었고 그 중 알라스타로, 포르사, 휘빙캐, 해멘린나, 라흐티, 로이마, 마리아, 맨챌래, 포리, 투르쿠 출신이 많았다. 또 5월 1일 하우호 마을에서도 발케아코스키 여성적위대원들이 학살되었다. 두 학살 모두 여자들을 죽이기 전에 강간했다. 라흐티에 계속 수용되어 있던 여자들도 음식을 대가로 성상납을 강요받으며 성적으로 약취당했다.
이런 학살은 대개 백핀란드 병력에 의해 수행되었다. 독일군은 여자들을 죽이지 않았고, 많은 경우 오히려 학살을 막으려고 했다. 하지만 독일군도 여성 포로에 대한 성폭력은 저질렀다. 최근 연구에 따르면 이런 학살은 여성적위대원들을 사회로부터 "청소"하고자 이루어진 조직적 행동이었다. 학살된 여자 대부분은 공장 노동자들이었는데, 백핀란드는 이들을 사회에서 가장 낮은 계층이라고 보았다. 학살 피해자 중 농촌 지역의 시녀나 하녀 출신인 대원들도 있었지만 노동자 출신 대원만큼 철저하게 학살당하지는 않았다. 예컨대 라흐티에서는 남자 포로들은 사령관이나 소대장 같은 간부들만 처형되었지만 여자 포로들은 일반 졸병들까지 처형당했다. 여성적위대원들은 핀란드 인종의 순수성에 대한 위협으로 받아들여진 것이다. 라흐티 학살을 주도한 한스 칼름 대령은 백핀란드의 주요 이데올로그인 마르티 피흐칼라와 라우리 피흐칼라 형제의 우생학에 관심을 가졌었다. 여성적위대원 뿐 아니라 러시아인에 대한 인종청소도 행해져서 비푸리 학살 등으로 러시아계 민간인 400명 이상이 죽었다.
이러한 초법적인 처형 행위들은 5월 말에야 마침내 중단되었다. 포로들은 정치범재판소에서 정식 재판을 받게 되었고 대개 사형 선고를 받아도 감형되었다.

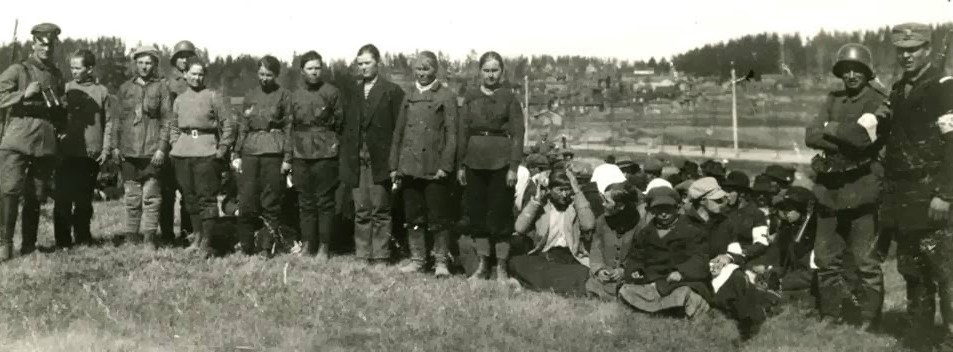
라흐티에서 포로로 잡혀 독일군과 백군의 감시를 받고 있는 여자들. 바지를 입은 여자들이 골라내져 있는 것에 주목.

## 부대일람

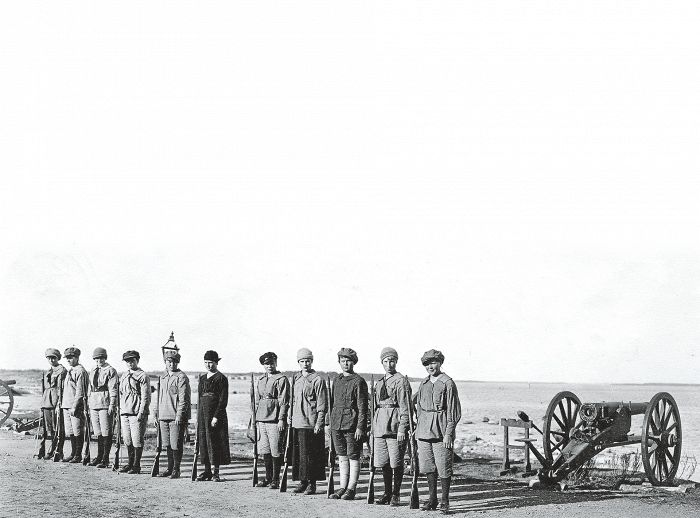
트롱순드 요새의 우라스 여성적위대.

헬싱키
헬싱키 여성적위대는 가장 규모가 큰 여성적위대로 대원 수는 466명이었다. 이들은 4월 12일-13일 헬싱키 전투에서 독일군 동해사단과 맞서 싸웠다. 린난매키 고지 방어전으로 유명하지만 최근 연구에 따르면 린난매키 이야기는 많이 부풀려져 있으며 실제 사건이라기보다 전설에 가깝다고 한다.
탐페레
탐페레에서는 여성적위대가 두 개 만들어졌다. 하나는 시내에서 만들어졌고 다른 하나는 교외 지역인 피스팔라에서 만들어졌다. 탐페레 시내 여성적위대 대원은 221명, 피스팔라 여성적위대는 40-50명이었다. 피스팔라 여성적위대 대장은 18세의 소농의 딸 엠마 옥살라(Emma Oksala)였다. 탐페레 여성적위대는 4월 5일 탐페레 전투에서 시청을 방어한 것으로 알려져 있다. 남자 대원들은 일찍이 항복하고자 했지만 여자 대원들이 결사항쟁을 주장했다. 전투가 끝날 때까지 죽은 여자 대원은 세 명 뿐이었다. 탐페레 지역에서는 적핀란드 포로 3,000 여명 이상이 학살되었지만 학살 피해자 중 여자는 없었다. 백위대 지휘부가 여자들을 죽이는 것을 금지했는데, 딱히 선의가 있었다기보다 탐페레 시내에 외국인들이 많이 살았던 것이 원인으로 보인다.
발케아코스키
발케아코스키 여성적위대의 대원 수는 155명이었다. 거의 대부분 테르바사리 제지소의 노동자들 출신이었다. 발케아코스키 여성적위대는 4월 말 동쪽으로 패주하던 적위대가 쉬럔타카에서 독일군의 포위망을 뚫을 때 선봉에 섰던 것으로 유명하다. 4월 25일 발케아코스키 여성적위대는 해멘린나 북쪽 알베툴라 마을에서 중요한 다리를 확보했다. 쉬럔타카 전투가 있고 이틀 뒤 여성적위대원 20여 명이 독일군에게 잡혔고 독일군은 그들을 백위대에게 넘겼다. 백위대는 이들을 헛간에 가두고 이틀 뒤에 죽였다. 아마 죽이기 전 이틀동안 강간이 이루어졌을 것이다. 내전 중에 발케아코스키에서 죽은 여자 수는 모두 47명이다.
비푸리
비푸리 여성적위대는 안테라 전투와 비푸리 전투에 참여해 싸웠다. 대원 수는 151명이었고 대장은 20세의 토이니 매켈래였다. 내전이 백군의 승리로 끝난 뒤 매켈래는 러시아 SFSR로 도피하여 여성대대를 만들고 러시아 내전에 참전했다. 우라스에서도 그 지역 일대 노동자 여성들이 적위대를 만들었다. 우라스 여성적위대는 트롱순드 요새 수비대로 주둔했다.
투르쿠
투르쿠 여성적위대는 투르쿠의 교외 지역인 라우니스툴라 출신 여성들로 이루어졌다. 당시 라우니스툴라는 마리아의 일부였기에 마리아 여성적위대라고도 한다. 탐페레 전투 당시 대원 수는 113명이었다. 탐페레가 함락당한 뒤에는 사타쿤타 전선과 렘팰래 전투에 참여해 싸웠다. 라흐티의 헨날라 포로수용소에서 학살된 여자 포로 중 투르쿠 여성적위대원이 십수 명 포함되어 있다.